# 恩格尔贝特·克劳斯
恩格尔贝特·克劳斯（德語：Engelbert Kraus，1934年7月30日—2016年5月14日），德国男子足球运动员，场上位置是前锋。他曾代表西德国家队参加1962年国际足联世界杯，结果队伍止步八强。